# 大橋武夫 (政治家)
大橋 武夫（おおはし たけお、1904年（明治37年）11月24日 – 1981年（昭和56年）10月3日）は、日本の内務官僚、政治家、弁護士。位階は正三位。自由民主党所属の衆議院議員。運輸大臣、労働大臣、警察予備隊担当大臣、法務総裁を歴任。

## 概要
島根県仁多郡三成町（現在の奥出雲町）出身。島根士族大橋只三郎の養子で陸軍少将常三郎の長男。母は代言人北田正董娘の酉。
内務省に入り岡山県警察部長のあと終戦直後の戦災復興院次長となる。1949年の衆議院選挙（島根県全県区）に初出馬当選、1976年の総選挙で落選、引退するまで連続10回当選。この間第3次吉田内閣で法務総裁、国務大臣（警察予備隊担当）、第2次及び第3次池田内閣で労働大臣、第1次及び第2次佐藤内閣で運輸大臣を歴任する。
濱口雄幸元内閣総理大臣は義父。子息に元大蔵省関税局長大橋宗夫、元昭和電工社長大橋光夫がいる。

## 経歴
大日本帝国陸軍少将大橋常三郎の長男として、父親の任地である京都府舞鶴に生まれる。
東京府立一中、第一高等学校文科甲類を経て、1924年4月に東京帝国大学文学部社会学科に入学。1925年4月に法学部政治学科に転学し、1927年文官高等試験司法科・行政科試験に合格。1928年に東京帝国大学法学部政治学科を首席で卒業。内務省に入省する。土木局属。
埼玉県社会課長、国際労働総会政府代表委員顧問として欧州各国への出張、傷兵保護院業務局補導課長、厚生省労働局賃金課長、内務省土木局計画課長、戦災復興院計画局長、同次長を経て、1949年第24回衆議院議員総選挙に民主自由党から島根県全県区にて立候補し当選を果たす（当選同期に池田勇人・佐藤栄作・前尾繁三郎・橋本龍伍・麻生太賀吉・小渕光平・西村英一・橋本登美三郎・福永健司・塚原俊郎・藤枝泉介・木村俊夫・稲葉修・河本敏夫・森山欽司・床次徳二・有田喜一など）。以後当選10回。翌1950年、第3次吉田第1次改造内閣で法務総裁に抜擢された。
法務総裁時代に最高検次長検事の木内曽益を札幌高検検事長にし、後任に岸本義広広島高検検事長を起用する人事に関する「木内騒動」が起こり、馬場義続とは「二重煙突事件」で対決した。また、国家公務員のレッドパージを指揮した。在職中に不正入出国に関する件で衆議院行政監察特別委員会に証人喚問された。1951年には、警察予備隊担当大臣となり、同隊の育成に努めた。
保守合同後は池田派→佐藤派→福田派に所属。1962年第2次池田第2次改造内閣の労働大臣、1966年第1次佐藤第3次改造内閣の運輸大臣に就任した。1976年の総選挙で落選し、政界から引退した。
1975年、勲一等旭日大綬章受章。1981年10月3日死去。享年76。没後、叙・正三位。1987年10月に『大橋武夫追想録』（発行：二十一世紀社、制作：中央公論事業出版）が発行された。

## 人物像
カミソリの異名を取るほどの切れ者で仕事に厳しく、部下には容赦なく辛辣な叱責を浴びせ恐れられたが、労相時代は新聞配達少年たちのために「日曜夕刊廃止」を実現に導くなど、きめ細かな人情味をうかがわせる一面もあった。。
宗教は日蓮宗。趣味は碁。

## 選挙歴
| 当落                           | 選挙                   | 施行日                     | 選挙区       | 政党       | 得票数 | 得票率 | 得票順位 /候補者数 | 比例区 | 比例順位 /候補者数 |
| ------------------------------ | ---------------------- | -------------------------- | ------------ | ---------- | ------ | ------ | ------------------ | ------ | ------------------ |
| 当選                           | 第24回衆議院議員総選挙 | 1949年（昭和24年）1月23日  | 島根県全県区 | 民主自由党 | 59,486 | '      | '／-               | -      | -／-               |
| 当選                           | 第25回衆議院議員総選挙 | 1952年（昭和27年）10月1日  | 島根県全県区 | 自由党     | 95,892 | '      | '／                | -      | -／-               |
| 当選                           | 第26回衆議院議員総選挙 | 1953年（昭和28年）4月19日  | 島根県全県区 | 自由党     | 60,660 | '      | '／                | -      | -／-               |
| 当選                           | 第27回衆議院議員総選挙 | 1955年（昭和30年）2月27日  | 島根県全県区 | 自由党     | 75,039 | '      | '／                | -      | -／-               |
| 当選                           | 第28回衆議院議員総選挙 | 1958年（昭和33年）5月22日  | 島根県全県区 | 自由民主党 | 79,791 | '      | '／                | -      | -／-               |
| 当選                           | 第29回衆議院議員総選挙 | 1960年（昭和35年）11月20日 | 島根県全県区 | 自由民主党 | 89,878 | '      | '／                | -      | -／-               |
| 当選                           | 第30回衆議院議員総選挙 | 1963年（昭和38年）11月21日 | 島根県全県区 | 自由民主党 | 81,080 | '      | '／                | -      | -／-               |
| 当選                           | 第31回衆議院議員総選挙 | 1967年（昭和42年）1月29日  | 島根県全県区 | 自由民主党 | 68,008 | -      | -／-               | -      | -／-               |
| 当選                           | 第32回衆議院議員総選挙 | 1969年（昭和44年）12月27日 | 島根県全県区 | 自由民主党 | 87,865 | -      | -／-               | -      | -／-               |
| 当選                           | 第33回衆議院議員総選挙 | 1972年（昭和47年）12月10日 | 島根県全県区 | 自由民主党 | 61,413 | -      | -／-               | -      | -／-               |
| 落選                           | 第34回衆議院議員総選挙 | 1976年（昭和51年）12月5日  | 島根県全県区 | 自由民主党 | 49,580 | -      | -／-               | -      | -／-               |
| 当選回数10回（衆議院議員10回） |                        |                            |              |            |        |        |                    |        |                    |

## 家族・親族

### 大橋家

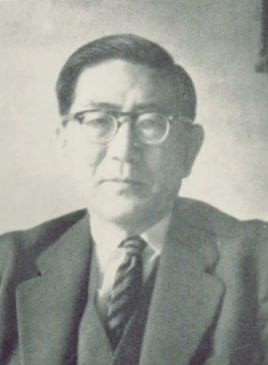
大橋武夫

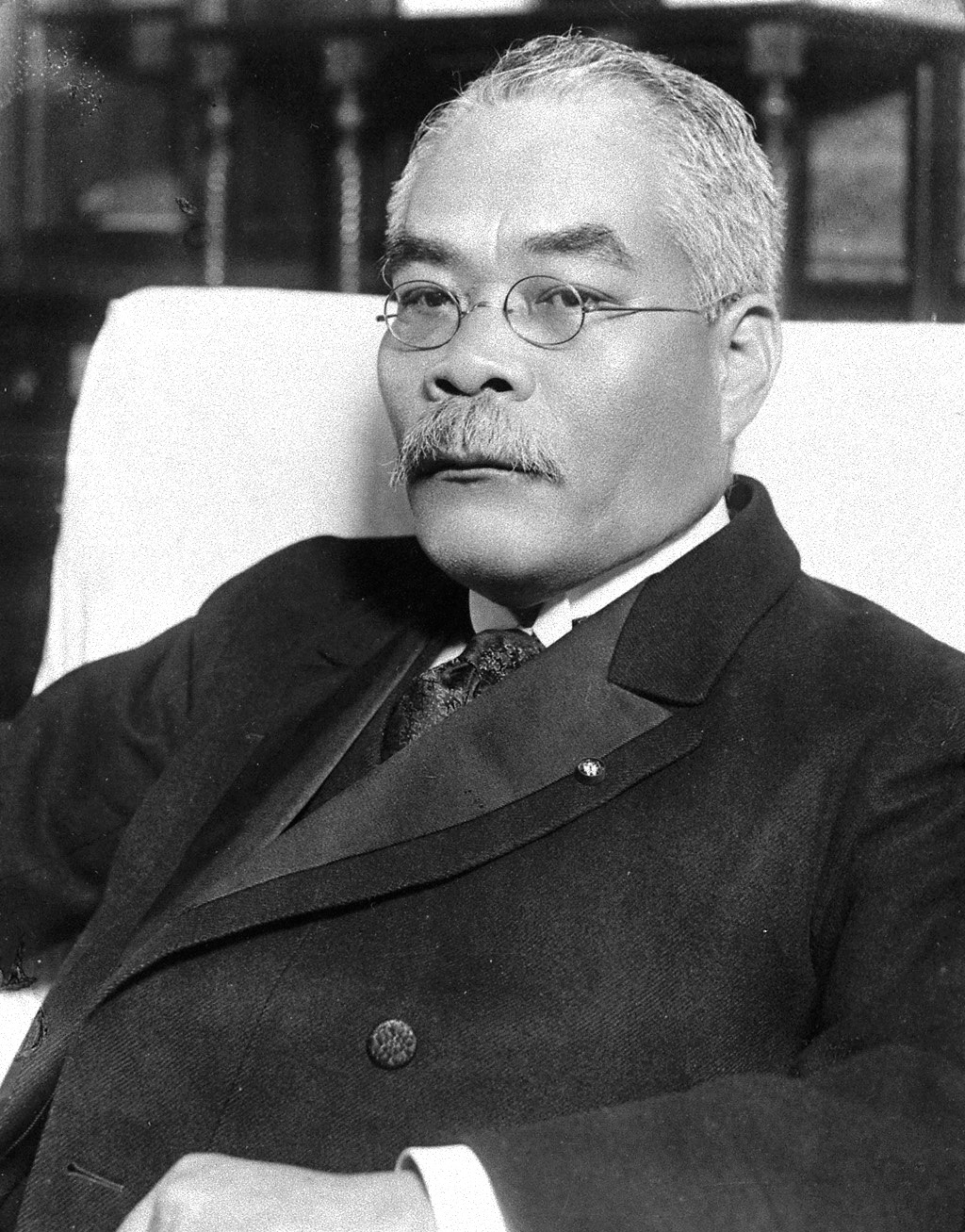
義父浜口雄幸

（島根県仁多郡三成町（のち仁多町、現奥出雲町）、東京都世田谷区上馬町）
- 父・常三郎[5]（軍人）
- 母・酉（代言人北田正董娘）
- 妻・富士（政治家浜口雄幸（元総理大臣）娘[9]）

明治41年（1908年）4月生 - 没
- 長男・宗夫[5]

昭和9年（1934年）2月生 - 平成27年（2015年）12月23日
同妻（元昭和電工会長安西正夫長女）
- 次男・光夫[5]

昭和11年（1936年）1月生 - 
同妻（元富士銀行頭取岩佐凱実長女）
- 孫・弘昌[10]（第41回衆議院議員総選挙で新進党公認で島根県第3区から立候補したが、落選）

### 親戚
- 北田正平（政治家、鉱山業） - 叔父（母の弟）
- 北田正元（外交官） - 叔父（母の弟）、かつ義兄（妻富士の姉悌の夫）[5]
- 濱口雄彦（銀行家） - 義兄（妻 富士の兄）
- 濱口巌根（銀行家） - 義兄（妻 富士の兄）
- 北田正典（実業家） - 従弟
- 石田保忠（陸軍軍人） - 義弟（妹 文枝の夫）
- 石田保昭（史学者） - 甥
- 高橋義治（実業家） - 従妹 朝子の夫
- 高橋治之（実業家）
- 高橋治則（実業家、イ・アイ・イ元社長）
- 安西孝之（実業家）
- 正田英三郎（実業家、日清製粉名誉会長） - 上皇后美智子の父
- 住友吉左衛門（実業家）

## その他
- 新東京国際空港（現・成田国際空港）の反対運動（三里塚闘争）を題材にしたフィクション漫画『ぼくの村の話』（尾瀬あきら作）では、「大石」運輸大臣として描かれている[11]。成田に現地入りした運輸大臣を排除しようと反対派が駅に押し掛けたが、本人の顔がわからなかったために取り逃がした実話が描かれている。